# Robert Morrison (Politiker)
Robert „Bob“ Morrison (* 16. März 1909 in Parlier, Kalifornien; † 8. Juli 1999 in Tucson, Arizona) war ein US-amerikanischer Jurist und Politiker (Demokratische Partei).

## Werdegang
Robert Morrison wurde 1909 im Fresno County geboren. Über seine Jugendjahre ist nichts bekannt. Er zog vor seinem 30. Lebensjahr nach Arizona. Bei der Volkszählung im Jahr 1940 lebte er in Tucson (Pima County).
In der Folgezeit studierte er Jura. Von 1947 bis 1994 praktizierte er als Jurist. In diesem Zusammenhang bekleidete er von 1950 bis 1952 den Posten als Pima County Attorney. Während dieser Zeit widmete er sich der Bekämpfung des Glücksspiels und der Prostitution im Pima County. Von 1954 bis 1958 fungierte er als Attorney General von Arizona. Seine bedeutendste Leistung während dieser Zeit war der erfolgreiche Abschluss des Rechtsstreits mit dem Bundesbezirksgericht betreffend der Zuteilung des Wassers vom Colorado River an Arizona für die Nutzung beim Central Arizona Project, welches ohne dieses unmöglich umgesetzt werden konnte. 1958 kandidierte er erfolglos für den Posten als Gouverneur von Arizona. In den späten Jahren praktizierte er in Tucson, Sierra Vista und Phoenix.
Morrison verstarb 1999 in Tucson und wurde dann dort auf dem Evergreen Memorial Park beigesetzt. Er wurde von seinen drei Söhnen, Robert, John und Michael, und seinen Töchtern, Arpy und Carol, überlebt.